# 地图廊

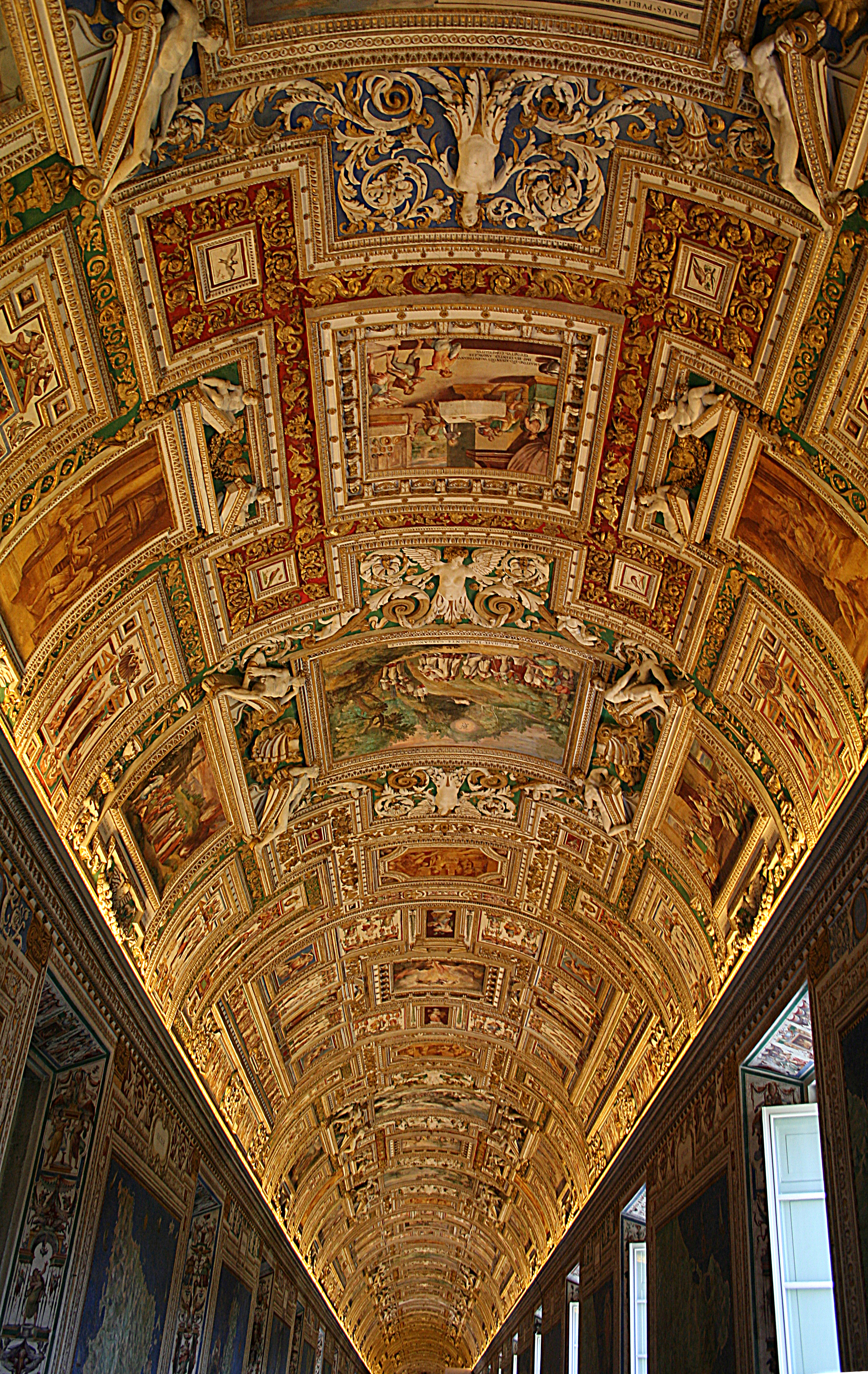
地图廊

地图廊（義大利語：Galleria delle carte geografiche）是梵蒂冈博物馆美景宮庭院西侧的一处走廊，其侧墙上挂有意大利各地的巨幅地图壁画，描绘了十六世纪时意大利各地区的地形地貌。这些地图是由当时意大利的地理学家Ignazio Danti设计的。

## 背景与建造
公元1580年，天主教教皇額我略十三世亲自下令对使徒宮进行装饰。作为工程的一部分，額我略十三世指定将该处走廊制作为挂满地图的地图廊。这个想法可能来自于佛罗伦萨公爵和第一代托斯卡纳大公科西莫一世的收藏之中，韦奇奥宫地图室中57扇門上分別畫有當時已知世界各地的地圖。額我略十三世希望将这个走廊装饰成真正的地图学杰作，成为如科西莫一世的世界地图般独一无二的存在:171。Ignazio Danti接受任务之后，花费了三年时间，才完成了长度达120米的走廊两侧的40幅地图壁画。

## 构造
整个地图廊的装修从1580年持续到1585年，不仅包括了40幅地图壁画，还包括了走廊顶上精美的拱顶壁画。每幅壁画宽三米，高四米，描绘了当时意大利半岛各个领以及地中海上各主要岛屿（如马耳他岛、科孚岛、厄尔巴岛和特雷米蒂岛）和港口（威尼斯港、热那亚港、安科纳港和奇维塔韦基亚港）的地图。壁画色彩丰富，构图明快，使用鲜艳的蓝色、绿色描绘海洋、土地的特征。拱顶的壁画中，有24幅描绘了《旧约》中的献祭人物，51幅描绘了《新约》中圣徒的神迹，剩下还有超过一百幅拟人画（将抽象概念如勇气、怜悯具象化为人物的画作），填满了整个拱顶:173。
走廊北侧的门梁上有一段题词，描述了地图壁画和拱顶建造意图。

如题词中描述的一样，走廊两侧的地图分别是描绘纵贯意大利半岛的亚平宁山脉两侧的土地。在走廊上从南到北行走（逆着正常游览顺序）时，犹如从北到南走在亚平宁山脉的山脊上，望向两边的土地一样:174。右侧（东侧）代表着第勒尼安海一侧，左侧（西侧）代表着亚得里亚海一侧。